# Mühlgasse 9 (Nördlingen)

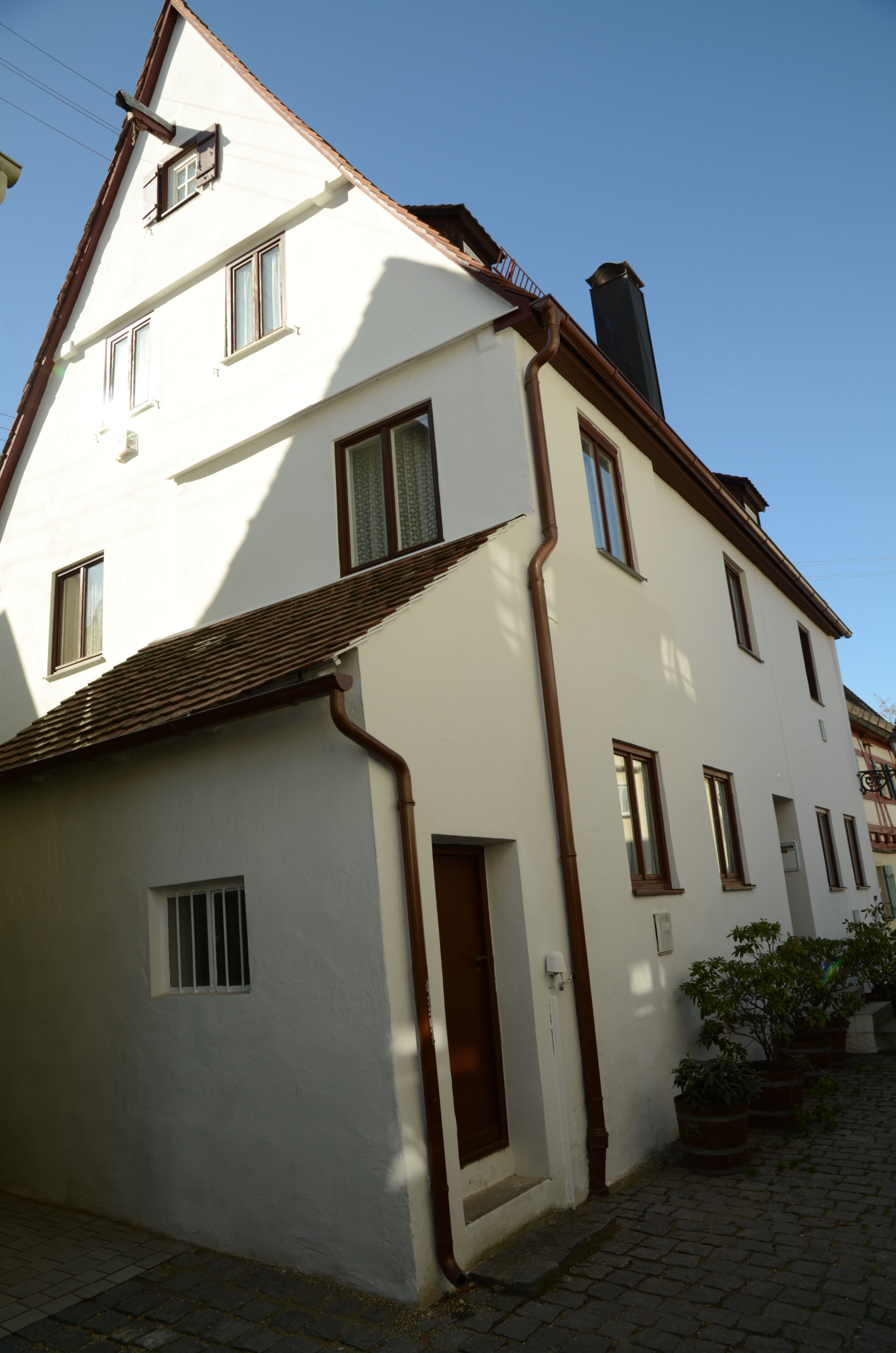
Fachwerkhaus Mühlgasse 9 in Nördlingen

Das Gebäude Mühlgasse 9 in Nördlingen, einer Stadt im schwäbischen Landkreis Donau-Ries in Bayern, wurde im Kern Ende des 15. Jahrhunderts errichtet. Das Fachwerkhaus in Ecklage zur Heugasse ist ein geschütztes Baudenkmal.
Der zweigeschossige giebelständige Satteldachbau ist verputzt. Er  weist ähnliche konstruktive Merkmale wie das gegenüberliegende Haus Nr. 11 auf: Dachgerüst mit einer Kehlbalkenanlage mit liegendem Gestühl und verblattete Kopfstreben.
Im Giebel, ein Dachgeschoss wurde zu Wohnzwecken umgebaut, ist der Kranausleger zu sehen.   